# Thủy điện Nậm Hồng
Thủy điện Nậm Hồng là thủy điện xây dựng trên dòng nậm Hồng tại xã Chiềng Công huyện Mường La tỉnh Sơn La, Việt Nam .
Thủy điện Nậm Hồng chia hai bậc là Nậm Hồng 1 và Nậm Hồng 2, có tổng công suất lắp máy 16 MW với 4 tổ máy (mỗi bậc 2 tổ máy 8 MW), khởi công tháng 3/2011. Nậm Hồng 2 phát điện tháng 7/2012, Nậm Hồng 1 phát điện tháng 9/2013.

## Nậm Hồng
Nậm Hồng là phụ lưu nhỏ cấp 2 của sông Đà, bắt nguồn từ vùng núi ở phần đông xã Chiềng Công huyện Mường La, chảy uốn lượn về hướng tây rồi tây nam.
Đến bản Pa Xá Hồng thì nậm Hồng hợp lưu với nậm Xá từ phía bắc chảy đến 21°27′14″B 104°10′36″Đ / 21,45389°B 104,17667°Đ thành dòng nậm Pia. 
Nậm Pia chảy qua bản Mường Pia xã Chiềng Hoa thì đổ vào sông Đà phía bờ trái, phía dưới Thủy điện Sơn La chừng 10 km  21°25′31″B 104°7′29″Đ / 21,42528°B 104,12472°Đ.

## Chỉ dẫn
1. ↑  Trong tiếng Tày-Thái "Nậm" đã có nghĩa là nước, sông, suối.